# Henning Eiler Petersen
Henning Eiler Petersen (ur. 22 sierpnia 1877, zm. 22 maja 1946 we Frederiksbergu) – duński botanik i mykolog.

## Życiorys
Od 1909 r. Petersen był asystentem w laboratorium botanicznym na Uniwersytecie Kopenhaskim i na Politechnice. W 1914 r. uzyskał doktorat za pracę Wstępne badania nad polimorfią Anthriscus silvestris. Od 1916 r. był profesorem nadzwyczajnym mikroskopii technicznej i czystej hodowli organizmów fermentacyjnych. W 1929 roku został profesorem nadzwyczajnym na Uniwersytecie Kopenhaskim. W 1903 roku otrzymał złoty medal uniwersytetu za rozprawę z zakresu mykologii.
Z jego prac algologicznych należy wspomnieć o duńskich gatunkach z rodzaju Ceramium. Jego osiągnięciem było także dogłębne podejście do kwestii związanych ze zmiennością gatunków; dogłębne badania w tym zakresie przeprowadził w rozprawie doktorskiej oraz w dwóch dysertacjach, dotyczących Pimpinella saxifraga i Vaccinium uliginosum. Ponadto Petersen prowadził badania roślinności na Maglemose w Grib Skov przyczyniając się do powstania tam obszaru chronionego Magle-Mose w Grib Skov.
W naukowych nazwach opisanych przez niego taksonów dodawany jest standardowy skrót jego nazwiska H.E. Petersen.